# Vall de Romsdal
La vall de Rosdal (en noruec: Romsdalen) és una vall de Noruega. La vall, de 60 quilòmetres de llargada, va a través del municipi de Rauma al comtat de Møre og Romsdal fins al municipi de Lesja al comtat d'Oppland. És la vall del riu Rauma, que ve del nòrdic antic Raumsdalr (vall de Rauma). El districte tradicional de Romsdal, que representa aproximadament un terç de Møre og Romsdal, es diu així per la vall de Romsdal. La principal carretera E136 i la línia de ferrocarril de Rauma transcorren al llarg del fons de la vall.
Trolltindene i altres cims sobre la vora occidental estan protegits com a part del Parc Nacional de Reinheimen. Entre els cims alpins protegits hi ha Isterdalen i Trollstigen, en part dins de la zona paisatgística protegida de Trollstigen.

## Geografia
La vall comença al llac Lesjaskogsvatnet i avança seguint el riu Rauma fins a la seva desembocadura al fiord de Romsdal, al nord-oest de la ciutat d'Åndalsnes. La línia de ferrocarril de Rauma i la ruta europea E136 transcorren a través de la vall. La serralada dels Alps de Romsdal envolta el riu i la vall, i els seus principals cims són l'Store Trolltind, l'Store Venjetinden, el Trollryggen i el Romsdalshornet.
El museu de Romsdal (Romsdalsmuseets) situat a la ciutat de Molde és un dels museus populars més grans de Noruega. El Museu Folk Romsdalen és un museu a l'aire lliure dels aspectes de la vida a la vall de Romsdal des del segle XIV fins al segle xx.